# Molang
Molang là một loạt phim hoạt hình dành cho trẻ em của Pháp do hãng phim hoạt hình Millimages tạo ra. Nhân vật chính, Molang, được thiết kế bởi họa sĩ minh họa người Hàn Quốc Hye-Ji Yoon, trên nền tảng KakaoTalk. Bộ phim đã được phát sóng lần đầu tiên trên Canal + France vào tháng 11 năm 2015. Kể từ đó, 4 mùa, 9 chương trình truyền hình đặc biệt và một album ca nhạc đã được sản xuất và phát sóng rộng rãi.
Phần đầu tiên có sẵn từ tháng 7 năm 2019 trên Netflix Worldwide. Vào tháng 2 năm 2020, Millimages đã công bố sự phát triển của Phần 5 (52 tập x 5 phút). Tính đến  năm 2020, Molang đã xuất hiện trên truyền hình đến hơn 190 quốc gia và đã trở thành một thương hiệu truyền thông đa phương tiện: phim truyền hình, kinh doanh, xuất bản, album nhạc, GIF, loạt phim kỹ thuật số, hình dán, v.v.
| Các mùa                           | Định dạng          | Đạo diễn                                 |
| --------------------------------- | ------------------ | ---------------------------------------- |
| Mùa 1                             | 52 tập x 3'30 phút | Marie Caroline Villand, Stéphanie Misiak |
| Mùa 2                             | 52 tập x 3'30 phút | Marie Caroline Villand                   |
| Mùa 3                             | 52 tập x 3'30 phút | Marie Caroline Villand                   |
| Mùa 4                             | 52 tập x 5 phút    | Marie Caroline Villand, Luca Salgado     |
| Chương trình truyền hình đặc biệt | 9 tập x 7 phút     | Marie Caroline Villand                   |

## Kịch bản
Bộ phim kể về "tình bạn khác thường" giữa hai nhân vật chính Molang và Piu Piu khi họ đối mặt với những vấn đề hàng ngày một cách hài hước.

## Tóm tắt
Mùa 1,2 & 3:
Molang là một cái nhìn trìu mến, hài hước về mối quan hệ giữa một con thỏ lập dị, vui vẻ và nhiệt tình và một cô gà nhỏ nhút nhát, kín đáo và giàu cảm xúc. Loạt phim khám phá cuộc sống hàng ngày của Molang và Piu Piu với sự ấm áp và hài hước.
Mùa 4:
Tình bạn vượt thời gian của Molang và Piu Piu đã trải một chặng đường dài. Từ thời kỳ đồ đá đến thế kỷ 20, từ thời cổ đại Hy Lạp cho đến Tòa án hoàng gia Versailles, những anh hùng được nhiều người yêu mến và ca ngợi của chúng ta tiếp quản Lịch sử bằng trí tuệ bất biến và tinh thần tốt của họ. Một tình bạn đích thực đứng trước thử thách của thời gian, điều này nhắc nhở chúng ta rằng chúng ta luôn có thể tìm thấy hạnh phúc!

## Nhân vật
Molang là một chú thỏ tròn trịa biến mọi khoảnh khắc trong cuộc sống hàng ngày của họ trở thành những khoảnh khắc độc đáo và tuyệt vời, đặc biệt chăm chút từng chi tiết, mang đến cho những thứ nhỏ bé một hương vị bất ngờ. Molang đặt trái tim của mình vào mọi thứ, ngay cả khi Molang không làm gì, họ vẫn làm tốt!
Piu Piu là một chú gà con nhỏ màu vàng. Nhút nhát và dè dặt, người không thích trở thành trung tâm của sự chú ý. Piu Piu rất cẩn thận để làm mọi thứ theo đúng cách. Ngoài ra, khi có điều gì đó bất ngờ nảy sinh (và tưởng tượng của Molang khiến nó nảy sinh nhiều lần!), Piu Piu có thể nhanh chóng mất ổn định.
Cả hai nhân vật đều không có giới tính. Molang và Piu Piu không phải là nam hay nữ. Họ đơn giản chỉ là những sinh vật.

## Phát sóng
Bộ phim được chiếu ở kênh Cartoonito và Tiny Pop  ở Vương quốc Anh, Canal + Family ở Pháp, Disney Junior ở Hoa Kỳ, và Rai YoYo ở Ý, và Niki Junior  ở Ukraina, Netflix và Kênh Kartoon! 